# Peter Schröder (Historiker)
Peter Schröder (* 1965 in Hamburg) ist ein deutsch-britischer Historiker und Professor der politischen Ideengeschichte am University College London.

## Werdegang
Er studierte Geschichte, Philosophie und deutsche Literatur an der Philipps-Universität Marburg. Bei Klaus Malettke wurde er mit einer rechtsphilosophischen Arbeit zu Thomas Hobbes und Christian Thomasius promoviert. Sein Forschungsinteresse gilt insbesondere der frühen Neuzeit. Schröder hat aber auch zur politischen Ideengeschichte der Weimarer Republik (Jugendbewegung, Klaus Mann, Walter Benjamin, Ernst Jünger und Carl Schmitt) publiziert.
Seine Arbeiten zu Hobbes befassen sich mit der Rezeption von Hobbes in Europa sowie mit systematischen Studien zu Naturzustand und Souveränitätskonzeption. Daneben hat er zu Fragen der Religion und der internationalen Beziehungen gearbeitet. Gastprofessuren in Paris, Rom und Seoul.

## Schriften (Auswahl)
Monographien
- Christian Thomasius zur Einführung. Hamburg 1999.
- Naturrecht und absolutistisches Staatsrecht. Eine vergleichende Studie zu Thomas Hobbes und Christian Thomasius. Berlin 2001.
- Klaus Mann zur Einführung. Hamburg 2002.
- Niccolò Machiavelli. Frankfurt/Main 2004.
- Thomas Hobbes. Leipzig 2012.
- Trust in Early Modern International Political Thought, 1598–1713. (Ideas in Context 116) Cambridge 2017 (paperback edition 2019).

Herausgeberschaften
- zs. mit M. Peters: Souveränitätskonzeptionen. Beiträge zur Analyse politischer Ordnungsvorstellungen im 17. bis zum 20. Jahrhundert. Berlin 2000.
- zs. mit T. Hochstrasser: Early Modern Natural Law Theories: Contexts and Strategies in the Early Enlightenment. Dordrecht 2003.
- zs. mit T. Ahnert Herausgabe von: J. G. Heineccius: A Methodical System of Universal Law: Or the Laws of Nature and Nations. übersetzt von G. Turnbull, Indianapolis 2008.
- zs. mit O. Asbach: War the State and International Law in Seventeenth-Century Europe. Farnham/Surrey 2010.
- zs. mit O. Asbach: Research Companion to the Thirty Years War. Farnham/Surrey 2014.
- Einleitung und deutsche Übersetzung v. T. Hobbes: Behemoth or the long Parliament. Hamburg 2015.
- Einleitung und deutsche Übersetzung v. R. Filmer: Patriarcha. Hamburg 2019.

Aufsätze
- Thomas Hobbes, Christian Thomasius and the Seventeenth-Century Debate on the Church and State. In: History of European Ideas. Band 23, 1997, S. 59–79.
- The Constitution of the Holy Roman Empire after 1648: Samuel Pufendorf's Assessment in his 'Monzambano'. In: Historical Journal. Band 42, Heft 4, 1999, S. 961–983.
- Naturrecht in der Encyclopédie. In: S. Externbrink, J. Ulbert (Hrsg.): Internationale Beziehungen in der frühen Neuzeit. Frankreich und das Alte Reich im europäischen Staatensystem (Festschrift für Klaus Malettke). Berlin 2001, S. 77–92.
- Liberté et Pouvoir chez Hobbes et Montesquieu. In: M. Porret, C. Volpilhac-Auger (Hrsg.): Le Temps de Montesquieu. Geneva 2002, S. 147–169.
- Natural Law, Sovereignty and International Law: A Comparative Perspective. In: I. Hunter, D. Saunders (Hrsg.): Natural Law and Civil Sovereignty. Moral Right and State Authority in Early Modern Political Thought. Houndmills 2002, S. 204–218.
- Die Heilige Schrift in Hobbes’ Leviathan – Strategien zur Begründung staatlicher Herrschaft. In: D. Hüning (Hrsg.): Der lange Schatten des Leviathan. Hobbes’ politische Philosophie nach 350 Jahren. Berlin 2005, S. 179–199.
- Devoid of Faith, yet terrified of Scepticism – Die Bedeutung der Religion in John Stuart Mills politischer Theorie über Staat und Gesellschaft. In: O. Asbach (Hrsg.): Vom Nutzen des Staates. Das Staatsverständnis des klassischen Utilitarismus: Hume/Bentham/Mill. Baden-Baden 2009, S. 229–246.
- «Кто жизнью рисковать не может – жизнь выиграть не может тоже!»: «Феноменология духа» Гегеля или парадокс человеческого существования. In: N. V. Motroshilova (Hrsg.): «Феноменология духа» Гегеля в контексте современного гегелеведения. Moscow 2010, S. 142–151.
- Vitoria, Gentili, Bodin: Sovereignty and the Law of Nations. In: B. Kingsbury, B. Straumann (Hrsg.): The Roman Foundations of the Law of Nations: Alberico Gentili and the Justice of Empire. Oxford 2010, S. 163–186.
- “Irgend ein Vertrauen ... muss ... übrig bleiben” – The idea of trust in Kant's moral and political philosophy. In: S. R. Palmquist (Hrsg.): Cultivating Personhood: Kant and Asian Philosophy. Berlin 2010, S. 391–398.
- Verwandtschaft im Fremden – Bezüge zur französischen Literatur in den Werken von Ernst Jünger, Klaus Mann und Walter Benjamin. In: M. Bell, S. Kord, W. D. Wilson (Hrsg.): Publications of the English Goethe Society. Band 79, 2010, S. 63–76.
- La pensée politique d’Alberico Gentili et la problématique de la confiance pour l’ordre international. In: revue d’histoire diplomatique. Paris 2010, S. 207–226.
- Carl Schmitt’s Appropriation of the Early Modern European Tradition of Political Thought on the State and Interstate Relations. In: History of Political Thought. Band 33, 2012, S. 348–372.
- Die Kunst der Staatserhaltung. In: O. Höffe (Hrsg.): Machiavelli: Der Fürst. Berlin 2012, S. 19–31.
- Zum Begriff der Macht bei Niccolò Machiavelli und Friedrich Nietzsche. In: V. Reinhardt, S. Saracino, R. Voigt (Hrsg.): Der Machtstaat. Niccolò Machiavelli als Theoretiker der Macht im Spiegel der Zeit. Baden-Baden 2015, S. 217–234.